# Kenji Arabori
Kenji Arabori (荒堀 謙次 Arabori Kenji?, nacido el 31 de julio de 1988 en Shiga) es un futbolista japonés que se desempeña como defensa.

## Trayectoria

### Clubes
| Club              | País  | Año         |
| ----------------- | ----- | ----------- |
| Yokohama FC       | Japón | 2011        |
| Tochigi SC        | Japón | 2012        |
| Shonan Bellmare   | Japón | 2013 - 2014 |
| Tochigi SC        | Japón | 2014 - 2015 |
| Montedio Yamagata | Japón | 2016 - 2017 |
| Kamatamare Sanuki | Japón | 2018 -      |

## Estadística de carrera

### J. League
| Club              | Año   | J. League | J. League | Copa J. League | Copa J. League | Total | Total |
| Club              | Año   | Part.     | Goles     | Part.          | Goles          | Part. | Goles |
| ----------------- | ----- | --------- | --------- | -------------- | -------------- | ----- | ----- |
| Yokohama FC       | 2011  | 30        | 3         | -              | -              | 30    | 3     |
| Tochigi SC        | 2012  | 17        | 0         | -              | -              | 17    | 0     |
| Shonan Bellmare   | 2013  | 2         | 0         | 4              | 0              | 6     | 0     |
| Shonan Bellmare   | 2014  | 1         | 0         | -              | -              | 1     | 0     |
| Tochigi SC        | 2014  | 15        | 3         | -              | -              | 15    | 3     |
| Tochigi SC        | 2015  | 38        | 3         | -              | -              | 38    | 3     |
| Montedio Yamagata | 2016  | 10        | 0         | -              | -              | 10    | 0     |
| Montedio Yamagata | 2017  | 16        | 0         | -              | -              | 16    | 0     |
| Total             | Total | 129       | 9         | 4              | 0              | 133   | 9     |